# Таловка (приток Басандайки)
Таловка — малая река в южной части Томского района Томской области России. Впадает справа в Басандайку в 43 км от устья.

## Наименование
Наименование нескольких рек Таловка на территории Томского района происходит от старинного русского обозначения сезонных рек и ручьёв, разливающихся в реки лишь при стекании в них весенних талых вод. При весеннем разливе река принимает характер горной реки.

## Общие сведения
Протекает в южной части Томского района, исток которой начинается в 850 м юго-западнее остановочного пункта «41 км» и 4,8 км северо-западнее остановочного пункта станции Басандайка. Течёт в целом в западном направлении к селу Петухово (не доходя до него 3 км). До 1960-х гг. непосредственно у истока реки (с западной стороны) находилась деревня Таловка.
Исток реки — на одной поляне с истоком реки «Берёзовая речка», также правого притока р. Басандайки.
Характер реки — равнинный, течёт по заболоченным низинам юга Западно-Сибирской равнины. При весенних разливах может иметь характер бурной горной реки.
Общая протяжённость реки от истока до устья составляет около 8,4 км. В реку впадает не менее 6 безымянных притоков, в том числе речка Межениновка.
Устье реки находится в 3 км восточнее ул. Школьной в с. Петухово (3 км северо-западнее пос. Заречный или 5,2 км юго-западнее станции Межениновка).
Весь водоток этой реки Таловка находится на территории Межениновского сельского поселения. Устье Таловки является границей между Богашёвским и Межениновским сельскими поселениями: западнее, окрестности села Петухово — территория Богашёвского поселения.
Река знаменательна тем, что здесь расположена площадка «Таловских чаш», которую можно найти:
- 4,51 км с-з-з станции Басандайка;
- 3,94 км ю-з-з ж.д. платформы «ОП 38-й км»;
- 2,76 км ю-ю-з ж.д. платформы «ОП 41-й км»;
- 3,94 км восточнее пос. Заречный.

## Объекты на реке
(км от устья)
- 0,525 км — граница тянущегося полкилометра безымянного болота, по которому течёт Таловка;
- 1,04 км — граница начала болота и здесь же правым притоком в Таловку впадает 6-километровая река Межениновка[2];
- 3,53 км от истока находится мост автодороги сообщения «Межениновка — пос. Заречный»;
- 3,62 км — правый приток, безымянный ручей (?) длиной 1,8 км, текущий с северо-восточного направления;
- 4,09 км — правый приток, безымянный ручей длиной 1,6 км, текущий с северо-восточного направления;
- 4,42 км — левый приток, безымянный ручей длиной 2,5 км, текущий с южного направления;
- 5,69 км — левый приток, безымянный ручей длиной 1,5 км, текущий с юго-восточного направления;
- 5,75 км — правый приток, безымянный ручей длиной 1,4 км, текущий с северо-восточного направления;
- 7,06 км — правый приток, безымянный ручей длиной 1,2 км, текущий с восточного направления.